# Alf Olsson (musiker)
Alf Karl Gunnar Olsson , född 18 januari 1954 i Svanskogs församling, Värmlands län, är en svensk violinist.  

## Biografi
Alf Olsson fick 1984 Zornmärket i silver och blev riksspelman i fiol med kommentaren "För traditionsrikt spel av värmlandslåtar". Han fick 2009 Zornmärket i guld med kommentaren "För mästerligt, briljant och traditionsrikt spel av låtar från Svanskog".

## Diskografi
- 1982 – Svanskogslåtar
- 1988 - Folkmusik från Klarälvdalen, Fryksdalen, Svanskog och Karlskogatrakten